# Olivier Viviès
Pour les articles homonymes, voir Viviès (homonymie).
Olivier Viviès, né le 9 avril 1973 à Pointe-à-Pitre, est un joueur français de basket-ball. Il évolue au poste de pivot.